# HTC HD Mini
HTC HD Mini (кодовое название HTC Photon, номер модели T555X и T5555) — коммуникатор компании HTC, основанный на Windows Mobile. Позиционируется как упрощённая версия HTC HD2.